# 白象圭
白 象圭（ペク・サンギュ、朝鮮語: 백상규、1881年または1883年 - 1955年?）は、大韓民国の政治家。第2代韓国国会議員。
本貫は水原白氏。元朝鮮殖産銀行長で親日派の白完爀は父。ピアニストの韓琦柱は妻。

## 経歴
京畿道長湍郡出身。ブラウン大学卒（英文学専攻）。1924年以降は延禧専門学校商科科長、普成専門学校英語教授を務めたが、第二次世界大戦の激化により親米派に指名されたため、郷里の長湍郡に隠居し営農で過ごした。光復後は呂運亨と行動を共にすることが多く、人民党員や非常国民会議最高政務委員として活動した。非常国民会議が南朝鮮民主議院に改編された時は呂運亨、黄鎮南らと共に人民党系の民主議院議員選出された。赤十字事業においても、朝鮮赤十字社中央委員・執行委員、金奎植総裁時期の大韓赤十字社副総裁などを務めた。
1950年の第2代総選挙で故郷の長湍郡から国会議員に当選したが、朝鮮戦争の際に北朝鮮に拉致された。当初はソウル市三清洞の金奎植の家で避難し、7月上旬に保衛部に連行された。その後は一時期帰宅したが、8月の自宅臥病中に息子の1人と共に逮捕され、9月28日の人民軍の退却の直前に拉致された。妻の韓琦柱は後に国際赤十字社と接触したが、米国大使館からの通知によると、1955年頃に北朝鮮で病死したと見られる。ただし、1956年7月に在北平和統一協議会常務委員を務めたが、1959年1月に粛清・監禁されたという記載もある。